# 지미 링
제임스 조지프 링(James Joseph Ring, 1895년 2월 15일 ~ 1965년 7월 6일)은 미국의 전 프로 야구 선수이다. 1910년대와 1920년대에 메이저 리그 베이스볼(MLB)에서 투수로 활약했으며, 우투우타였다. 12시즌 동안 신시내티 레즈, 필라델피아 필리스, 뉴욕 자이언츠, 세인트루이스 카디널스 등지에서 뛰었다. 통산 389경기에 출전해 2357⅓이닝을 던지며 118승 149패, 154완투, 9완봉, 4.13의 평균자책점을 기록했다.